# Maurizio De Jorio
Maurizio De Jorio (* 24. September 1967 in Trient, Italien) ist ein italienischer Eurobeat-Künstler.
Wie die meisten Eurobeat-Künstler arbeitet auch De Jorio unter sehr vielen Pseudonymen, unter anderem unter Niko, Max Coveri, D. Essex, Marko Polo und Kevin Johnson.
De Jorio veröffentlicht seine Lieder zuerst in Japan auf Vinyl, später erscheinen sie auf CD im Rahmen des Eurobeat-Samplers Super Eurobeat. Sein Song Night of Fire wurde anlässlich der Super Eurobeat 100 zum bis dahin beliebtesten Eurobeat-Titel gewählt. Außerdem wurden viele von seinen Liedern in der Anime-Serie Initial D verwendet. Ein weiteres bekanntes Lied von ihm ist Running In the 90's, welches auch häufig in Internet-Memes Verwendung findet. Vor Beginn seiner Eurobeat-Karriere war De Jorio Mitglied der italienischen Band Surpreme.

## Diskografie

### Max Coveri

#### Singles
- 1996: I Don't Wanna Break Your Sweet Heart
- 1998: Running In The 90's / Golden Age

Album-Exklusiv
- 1998: Like A Thunder (auf Super Eurobeat 98)
- 2000: Supercar (auf Super Eurobeat 101)

### Niko (1997~2009)
Singles
- 1997: Night Of Fire
- 1998: Electric Power
- 1999: 1 For The Money 2 For The Show / We Came For The Rock
- 1999: Made Of Fire
- 2000: Speedway
- 2001: Onto The Beat of My Bang! Bang!
- 2004: Superbad
- 2004: Night Of Fire 2004

Album Exklusiv
- 1998: Night Of Fire (New Generation Remix) (auf Super Eurobeat 86)
- 1999: Night Of Fire (For Christmas Mix) (auf Super Euro X'Mas II)
- 2004: It’s My Life (auf Super Eurobeat 144) (Bon-Jovi Cover)
- 2004: Livin’ on a Prayer (auf Super Eurobeat 145) (Bon-Jovi Cover)
- 2005: Pilot Is The Hero (auf Super Eurobeat 158)
- 2008: Let's Go Wild! (Super Eurobeat 186)
- 2009: Super Eurobeat (Super Eurobeat 197 - King Of Eurobeat)
- 2009: Niko Kickboxing (mit Cherry) (The Best Of Non-Stop Super Eurobeat 2009)
- 2009: Super Megastars (mit Domino) (The Best Of Non-Stop Super Eurobeat 2009)

### Dejo (2009~)
Singles
- 2013: Boys Gone Wild
- 2013: Loving Eurobeat (mit Bon)
- 2014: Wilder Faster Louder
- 2014: For The Fans (mit Tora)
- 2015: In The Eyes Of A Tiger (mit Bratt Sinclaire)
- 2020: Drifting All Night

Album Exklusiv
- 2009: Too Young To Fall In Love (Super Eurobeat 193 - Revival Hits) (Edo Cover)
- 2010: 1.2.3.4. Fire! (Super Eurobeat 207)
- 2011: Wheelpower & Go! (mit Bon) (Super Eurobeat 211)
- 2016: We Rock'em All (mit Chai) (Super Eurobeat 239)
- 2017: Lightning Over Japan (Super Eurobeat 246)
- 2022 Master Buster (The Best Of Super Eurobeat 2021)
- 2022 Iron Power (mit Bratt Sinclaire) (The Best of Super Eurobeat 2022)[1]